# Yang Wei-Ting
Pour les articles homonymes, voir Ting et Yang.
Yang Wei-Ting (né le 22 septembre 1994) est un athlète taïwanais, spécialiste du 110 m haies.

## Carrière
Le 8 mai 2016, il porte le record national à 13 s 57 à Taipei lors des National Intercollegiate Athletics Games. Le 7 juillet 2017, il est finaliste (7e) lors des Championnats d'Asie à Bhubaneswar.

## Palmarès
| Date | Compétition                  | Lieu         | Résultat | Epreuve     | Temps   |
| ---- | ---------------------------- | ------------ | -------- | ----------- | ------- |
| 2015 | Championnats d'Asie          | Wuhan        | 6e       | Triple saut | 13 s 87 |
| 2016 | Championnats d'Asie en salle | Doha         | 5e       | 60 m haies  | 7 s 87  |
| 2017 | Championnats d'Asie          | Bhubaneshwar | 7e       | Triple saut | 13 s 83 |
| 2018 | Jeux asiatiques              | Jakarta      | 8e       | 110 m haies | 13 s 75 |
| 2019 | Universiade                  | Naples       | 6e       | 110 m haies | 13 s 69 |

## Records
| Épreuve     | Épreuve   | Marque  | Lieu   | Date       |
| ----------- | --------- | ------- | ------ | ---------- |
| 110 m haies | Plein air | 13 s 57 | Taipei | 8 mai 2017 |